# Francis Lawrence
Francis Lawrence, född 26 mars 1971 i Wien, Österrike, är en amerikansk filmregissör.
Lawrence inledde sin karriär som musikvideoregissör och regisserade från mitten av 1990-talet musikvideor åt bland andra Enrique Iglesias (Rhythm Divine), Jennifer Lopez (Waiting for Tonight) och The Pussycat Dolls (Buttons). 
År 2005 regisserade Lawrence sin första långfilm Constantine. 2013 tog han över regissörskapet för filmatiseringarna av Hungerspelen.
I september 2022 bekräftades att en uppföljare till Constantine kommer att regisseras av Lawrence.

## Filmografi
- 2005 – Constantine
- 2007 – I Am Legend
- 2011 – Water for Elephants
- 2013 – The Hunger Games: Catching Fire
- 2014 – The Hunger Games: Mockingjay – Part 1
- 2015 – The Hunger Games: Mockingjay – Part 2
- 2018 – Red Sparrow
- 2022 – Äventyr i Drömlandet
- 2023 – The Hunger Games: The Ballad of Songbirds & Snakes
- 2025 – The Long Walk
- 2026 – The Hunger Games: Sunrise on the Reaping